# Copa Sudamericana
CONMEBOL Sudamericana, được đặt tên là Copa Sudamericana (phát âm tiếng Tây Ban Nha: [ˈkopa suðameɾiˈkana]; tiếng Bồ Đào Nha: Copa Sul-Americana [ˈkɔpɐ ˈsuw ɐmeɾiˈkɐnɐ]) là một giải đấu bóng đá câu lạc bộ quốc tế thường niên do CONMEBOL tổ chức từ năm 2002. Đây là giải đấu câu lạc bộ uy tín thứ hai trong bóng đá Nam Mỹ. Các câu lạc bộ CONCACAF được mời từ năm 2004 đến năm 2008 CONMEBOL Sudamericana bắt đầu vào năm 2002, thay thế các cuộc thi riêng biệt Copa Merconorte và Copa Mercosur (đã thay thế Copa CONMEBOL) bằng một giải đấu duy nhất.  Kể từ khi được giới thiệu, giải đấu này đã là một giải đấu loại trực tiếp với số lượng vòng đấu và các đội khác nhau từ năm này sang năm khác.
CONMEBOL Sudamericana được coi là sự hợp nhất của các giải đấu không còn tồn tại như Copa CONMEBOL, Copa Mercosur và Copa Merconorte. Đội chiến thắng Copa Sudamericana có đủ điều kiện để chơi trong Recopa Sudamericana. Họ được tham gia vào phiên bản tiếp theo của Copa Libertadores, cuộc thi câu lạc bộ hàng đầu của Nam Mỹ, và cũng tranh giải vô địch J.League Cup / Copa Sudamericana.
Đội đương kim vô địch của giải đấu là câu lạc bộ Ecuador, Independiente del Valle, mà đã đánh bại câu lạc bộ Argentina Colón trong trận chung kết gần đây nhất.